# Benzú
Benzú és una llogaret i un poble espanyol pertanyent a la ciutat autònoma de Ceuta. En plena costa atlàntica i al costat de la frontera amb el Marroc, Benzú es troba en la part nord-occidental de la ciutat autònoma. Prop d'aquesta localitat es troben els nuclis de Beliones i Castillejos, ja a la regió marroquina de Tànger-Tetuan. Benzú és anomenat així per la colònia que va fundar la localitat i el barri dels pescadors.

## Geografia

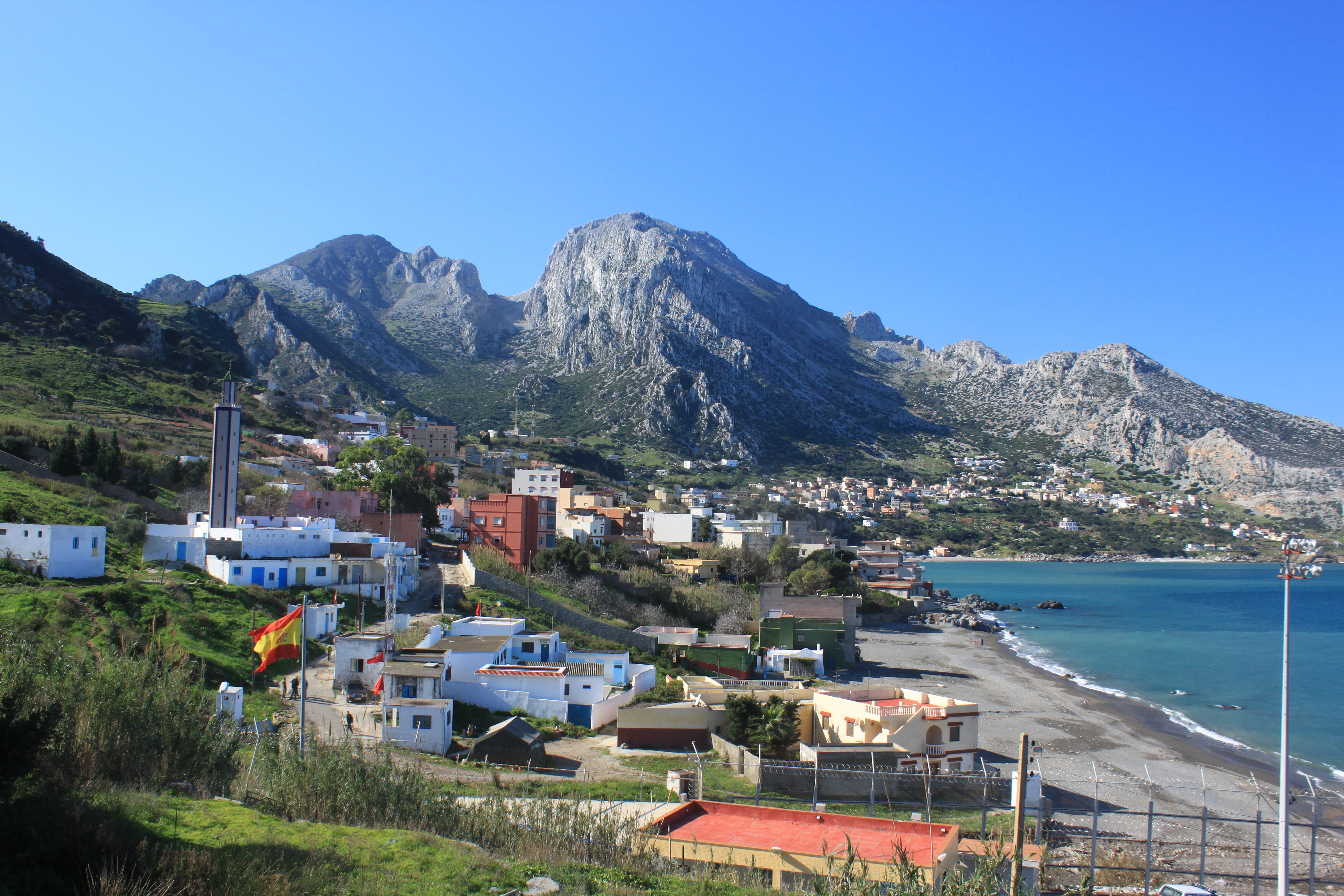
La Dona Morta des de Benzú

### Situació
La vila es troba limitant amb el Marroc, però la seva part de la frontera és d'accés restringit i poc transitada. És una de les parts més belles de Ceuta, per la seva diversitat, ja que està banyada per les aigües de l'estret de Gibraltar d'una banda, per les muntanyes d'altra banda i creuant la frontera el petit poble marroquí conegut a Ceuta com 'Beliones' per un altre. A Beliones pot veure's la muntanya coneguda com 'la Dona Morta' (Jebel Musa), una muntanya en territori marroquí que vista des de Benzú s'assembla a una dona estirada.
Actualment, és coneguda pels descobriments arqueològics localitzats a la zona coneguda com l'abric i cova de Benzú i a les recerques que la Universitat de Cadis està duent a terme sobre aquest indret.

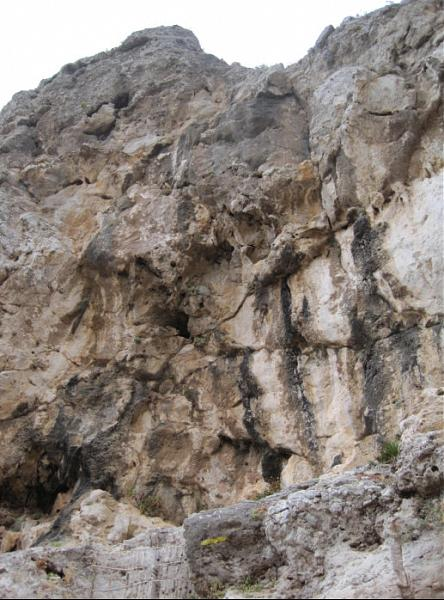
Accés a la cova de Benzú

## Demografia
Segons l'Institut Nacional d'Estadística d'Espanya, l'any 2010 Benzú tenia 1170 habitants censats.
| 2000  | 2001  | 2002  | 2003  | 2004  | 2005  | 2006  | 2008  | 2009  | 2012  |
| ----- | ----- | ----- | ----- | ----- | ----- | ----- | ----- | ----- | ----- |
| 1.127 | 1.187 | 1.187 | 1.123 | 1.077 | 1.085 | 1.055 | 1.134 | 1.125 | 1.326 |